# 9824 Marylea
9824 Marylea è un asteroide della fascia principale. Scoperto nel 1973, presenta un'orbita caratterizzata da un semiasse maggiore pari a 2,8738844 UA e da un'eccentricità di 0,0622940, inclinata di 2,99908° rispetto all'eclittica.